# Râul Ponor, Râul Grădinii
Râul Ponor este un curs de apă, afluent al Râului Grădinii. 

## Hărți
- Harta Munții Tarcău  Arhivat în 22 februarie 2010, la Wayback Machine.